# Brad Armstrong (wrestler)
Robert Bradley James (Marietta, 15 giugno 1962 – Kennesaw, 1º novembre 2012) è stato un wrestler statunitense, noto maggiormente con il ring name Brad Armstrong.
Armstrong è noto per essere il figlio di Bob Armstrong, e di conseguenza fratello di Scott, Steve e Brian Armstrong. Ha inoltre combattuto per molto tempo nella World Championship Wrestling (WCW). Qui ha conquistato una volta il WCW Light Heavyweight Championship e una volta WCW World Six-Man Tag Team Championship (con Michael Hayes e Jimmy Garvin).

## Carriera

### National Wrestling Alliance e World Championship Wrestling (1980–1995)
Brad Armstrong iniziò la carriera da wrestler nella Southeastern Championship Wrestling nel luglio 1980 all'età di 18 anni. Lottava da face, uno dei "buoni", a causa del suo bell'aspetto e di superbe qualità atletiche. Ebbe dei feud con Jerry Stubbs e Tom Prichard e si aggiudicò l'NWA United States Junior Heavyweight Championship.
Nel 1984 passò alla Georgia Championship Wrestling, dove si scontrò con Tom McCartney, Ted DiBiase (insieme al padre Bob) e all'allora "White Lightning" Tim Horner. Con quest'ultimo formò in seguito il tag team The Lightning Express. Fu in questo periodo che Armstrong restò coinvolto in un angle con Tommy Rich. Rich era nel bel mezzo di una faida con Ted DiBiase.  I due ebbero un "Loser leaves wrestling" match che Rich perse. Così, Rich iniziò ad indossare una maschera e tornò come "Mr. R". DiBiase insistette che Mr R. era in realtà Rich. Allora in seguito, durante un match trasmesso in TV per il titolo NWA National detenuto da Dibiase, Rich fece visita all'annunciatore Gordon Solie. DiBiase smascherò Mr R. e scoprì con immenso stupore che egli era invece Armstrong. A causa della confusione scatenatasi, Armstrong schienò DiBiase e vinse il titolo NWA National.
Armstrong detenne il NWA National Tag Team Championship per due volte quello stesso anno, una insieme al padre, ed una con Horner. Tutti e tre tornarono nella Southeastern Championship Wrestling nel 1985, prima di entrare nella Jim Crockett Promotions, alla fine del 1986. Armstrong ebbe un feud con Jimmy Garvin, e lottò in coppia sia con il padre sia con Horner in varie occasioni.
Nel 1986, Brad andò per la prima volta in tournée in Giappone per la All Japan Pro Wrestling, prendendo parte a un torneo per determinare il campione World Junior Heavyweight. Brad arrivò in finale, ma perse il match contro Hiro Saito.
Quindi, nel 1986 Armstrong si trasferì nella Mid-South Wrestling/Universal Wrestling Federation di Bill Watts, dove vinse il North American Heavyweight Championship sconfiggendo Ernie Ladd e perdendo la cintura un mese dopo contro Ted DiBiase. All'inizio del 1987, Brad si riunì con Tim Horner formando un tag team conosciuto con il nome "The Lightning Express", vincendo l'UWF Tag Team Championship battendo le future superstar Sting e Rick Steiner. Quindi la coppia ebbe una faida con gli "Sheepherders", successivamente conosciuti come The Bushwhackers, Butch Miller & Luke Williams, contro i quali alla fine persero le cinture.
I Lightning Express tornarono nella Jim Crockett Promotions (diventata nel frattempo World Championship Wrestling nel novembre 1988) quando la UWF venne acquistata da Crockett, ma non ricevettero nessun supporto, e quindi Horner lasciò la federazione per entrare nella WWF a fine 1988. Nei successivi anni Armstrong alternò combattimenti da singolo e di coppia.
Dopo essere tornato a lottare in coppia con il rientrante Tim Horner durante l'estate del 1990, il 4 agosto Armstrong annunciò durante una puntata di Saturday Night's Main Event di essere in procinto di formare un nuovo tag team insieme a Doug Furnas, e che loro due avrebbero sfidato i detentori dei titoli United States Tag-Team Championship. Tuttavia Furnas lasciò la compagnia poco tempo dopo, lasciando Armstrong da solo. Nel settembre 1990 adottò la gimmick di "The Candyman".. Vestito in calzamaglia rossa e bianca e gettando caramelle agli spettatori, Armstrong iniziò a ricevere i primi consensi nella nuova WCW. Imbattuto, schienò Dutch Mantell, Buddy Landel e James Earl Wright nelle successive due settimane. Al ppv Halloween Havoc, affrontò JW Storm (Jeff Warner), anch'esso imbattuto fin lì. The Candyman sconfisse Storm in quello che Jim Ross definì un match "irritante". La striscia positiva terminò il 15 novembre, quando The Iron Sheik sconfisse The Candyman nel corso di un house show a Kansas City, Kansas.
All'evento Clash of Champions XXIII del 20 novembre, The Candyman fu sconfitto dal debuttante Big Cat dopo che il match era stato fermato dall'arbitro. All'inizio del 1991 Armstrong smise i panni di Candyman e si riunì con Tim Horner. Nel gennaio 1991 i Lightning Express affrontarono i Fabulous Freebirds, in un match terminato in doppia squalifica. Lottarono anche contro Arn Anderson & Barry Windham durante The Royal Family in questo periodo. Il 24 febbraio a WrestleWar 91 Armstrong venne sconfitto da Bobby Eaton.
Nell'aprile 1991, i Fabulous Freebirds iniziarono a lanciare proclami asserendo di avere un nuovo membro denominato "Fantasia", che avrebbe presto debuttato. A SuperBrawl I il 29 maggio egli aiutò i Freebirds a conquistare il vacante WCW United States Tag Team Championship sconfiggendo gli Young Pistols. Armstrong, mascherato e con una calzamaglia nera, cambiò presto nome in "Badstreet" (il cambio di nome si fece per prevenire eventuali azioni legali da parte della Disney). I tre Freebirds vinsero il WCW World Six-Man Tag Team Championship, mentre Hayes & Garvin il WCW United States Tag Team Championship. Armstrong non rivelò mai di essere Badstreet in televisione. Di conseguenza, fu in grado di interferire a favore dei Freebirds come "Badstreet" e sia a favore dei Pistols come Brad Armstrong durante lo stesso match per il titolo.
Più tardi quello stesso anno, adottò un'altra gimmick mascherata diventando "Arachnaman", personaggio molto, forse troppo, ispirato a Spider-Man che costrinse la Marvel Comics ad intraprendere una causa legale contro la WCW, che di conseguenza eliminò in fretta e furia il personaggio.
Il 5 luglio 1992, Armstrong vinse il WCW Light Heavyweight Championship, battendo Scotty Flamingo. Successivamente si infortunò un ginocchio durante una tournée in Giappone nel corso di un match con The Great Muta svoltosi a Sapporo, e fu quindi privato del titolo a Clash of the Champions due mesi dopo. Fece ritorno una settimana dopo, e rimase nella compagnia fino all'inizio del 1995.

### Smoky Mountain Wrestling e United States Wrestling Association (1995–1996)
Nel giugno 1995, Armstrong entrò nella Smoky Mountain Wrestling. In agosto, si divideva tra la SMW di Knoxville e la United States Wrestling Association di Memphis. Armstrong vinse sia il titolo USWA Heavyweight Championship (sconfiggendo Billy Jack Haynes il 4 agosto e perdendo nel rematch con Haynes il 7 agosto) sia l'SMW Heavyweight Championship, quest'ultimo per ben tre volte (sconfiggendo prima Buddy Landel il 12 agosto, perdendo poi con Terry Gordy il 20 ottobre, riconquistandolo da Gordy il 23 novembre, e perdendolo con Tommy Rich il 25 dello stesso mese, riconquistandolo il 27 novembre, e perdendolo definitivamente contro Jerry Lawler il 26 dicembre). Quando la SMW fallì nel novembre 1995, Armstrong lottò regolarmente per la USWA fino al febbraio 1996 quando ritornò in WCW. Nel dicembre 1995, fece una tournée in Europa con la Catch Wrestling Association di Otto Wanz, perdendo un match per il titolo CWA World Middleweight Championship contro il campione in carica Fit Finlay al decimo round.

### Ritorno in WCW (1996–2000)
Armstrong ritornò in WCW nel febbraio 1996. Al ppv Slamboree, sfidò senza successo Dean Malenko per il titolo WCW World Cruiserweight Championship, nonostante un match altamente tecnico. Nel novembre 1996 andò in tour con la New Japan Pro-Wrestling.
Al suo ritorno in WCW nell'estate del 1997, Brad effettuò un turn heel, cambiando look, con capelli corti e pizzetto, e modificando il suo comportamento sul ring. Alla fine dell'anno, sviluppò una notevole striscia di sconfitte, che lui stesso definì "Armstrong Curse" ("La maledizione di Armstrong").
Nel 1999, cambiò identità in "B.A.", un membro della stable The No Limit Soldiers. Quando il gruppo si sciolse, iniziò un feud con Berlyn, che aveva assalito suo fratello Scott ed insultato gli Stati Uniti d'America. La faida culminò al ppv Halloween Havoc, dove Armstrong sconfisse Berlyn.
Dopo Halloween Havoc, Vince Russo costrinse Armstrong a trovarsi una gimmick. Egli divenne quindi "Buzzkill", ma la gimmick non ebbe successo in quanto troppo simile a quella di Road Dogg in WWE.
Armstrong si infortunò al ginocchio nel marzo 2000 nel corso di un incidente occorso nel backstage di una puntata di WCW Saturday Night. Dopo essersi operato, nel 2001 il suo contratto con la WCW terminò, ed egli lasciò la compagnia e il mondo del wrestling per un paio di anni, prima di tornare a combattere nel circuito indipendente nel 2003.

### World Wrestling Entertainment (2006–2012)
Il 12 settembre 2006, Armstrong firmò un contratto con la World Wrestling Entertainment e iniziò a lottare in vari house show del brand ECW oltre che a svolgere la funzione di allenatore dei giovani talenti. In dicembre, iniziarono a circolare delle voci circa la fuoriuscita del commentatore ECW Tazz dalla compagnia, Armstrong iniziò quindi a fare qualche sporadica apparizione come "commentatore ospite". Successivamente, Armstrong continuò a lottare per varie federazioni locali facenti parte del circuito indipendente. Allo stesso tempo, Armstrong lavorava anche in un negozio di prodotti salutisti a Marietta e come volontario in una scuola cattolica a Kennesaw, dove svolgeva svariate mansioni.

## Morte
Il 1º novembre 2012 Armstrong è stato trovato morto nella sua abitazione a Kennesaw, Georgia a causa di un presunto attacco di cuore.

## Personaggio

### Mosse finali
- Russian legsweep, a volte durante una three-quarter facelock

### Manager
- Big Daddy Dink
- Diamond Dallas Page

## Titoli e riconoscimenti
- Championship Wrestling from Florida
  - NWA Florida Global Tag Team Championship (1) – con Terry Allen
- Exodus Wrestling
  - Exodus Wrestling Heavyweight Championship (1)
- Georgia Championship Wrestling
  - NWA National Heavyweight Championship (2)
  - NWA National Tag Team Championship (2) – con Bob Armstrong (1) e Tim Horner (1)
- Mid-South Wrestling Association
  - Mid-South North American Championship (1)
  - UWF World Tag Team Championship (1) – con Tim Horner
- NWA Rocky Top
  - NWA Rocky Top Tag Team Championship (1) – con Ricky Morton
- Mid-Atlantic Championship Wrestling
  - MACW Tag Team Championship (1) – con Ricky Morton
- Pro Wrestling Illustrated
  - Rookie of the Year (1982)
  - 270º tra i 500 migliori wrestler singoli secondo PWI 500 (2003)
- Southeastern Championship Wrestling
  - NWA Southeastern Continental Heavyweight Championship (3)
  - NWA Southeastern Tag Team Championship (5) – con Bob Armstrong (3), Scott Armstrong (1), e The Shadow (Norvell Austin) (1)
  - NWA Southeastern United States Junior Heavyweight Championship (3)
- Smoky Mountain Wrestling
  - SMW Heavyweight Championship (2)
- Tennessee Mountain Wrestling
  - TMW Tag Team Championship (1) – con Scott Armstrong
- United States Wrestling Association
  - USWA Heavyweight Championship (1)
- World Championship Wrestling
  - WCW Light Heavyweight Championship (1)
  - WCW World Six-Man Tag Team Championship (1) – con Michael Hayes e Jimmy Garvin
- Wrestling Observer Newsletter
  - Most Underrated Wrestler (1987)
  - Rookie of the Year (1981) condiviso con Brad Rheingans